# Internationale luchthaven Ramón Villeda Morales
Internationale luchthaven Ramón Villeda Morales, ook bekend als Internationale luchthaven La Mesa, is een internationale luchthaven gelegen in de buurt van San Pedro Sula in Honduras. De luchthaven is vernoemd naar voormalig president Ramón Villeda Morales. Het is de drukste luchthaven van Honduras en doet dienst als basis voor CM Airlines. In 2023 maakten 1.270.997 passagiers gebruik van de luchthaven.

## Geschiedenis

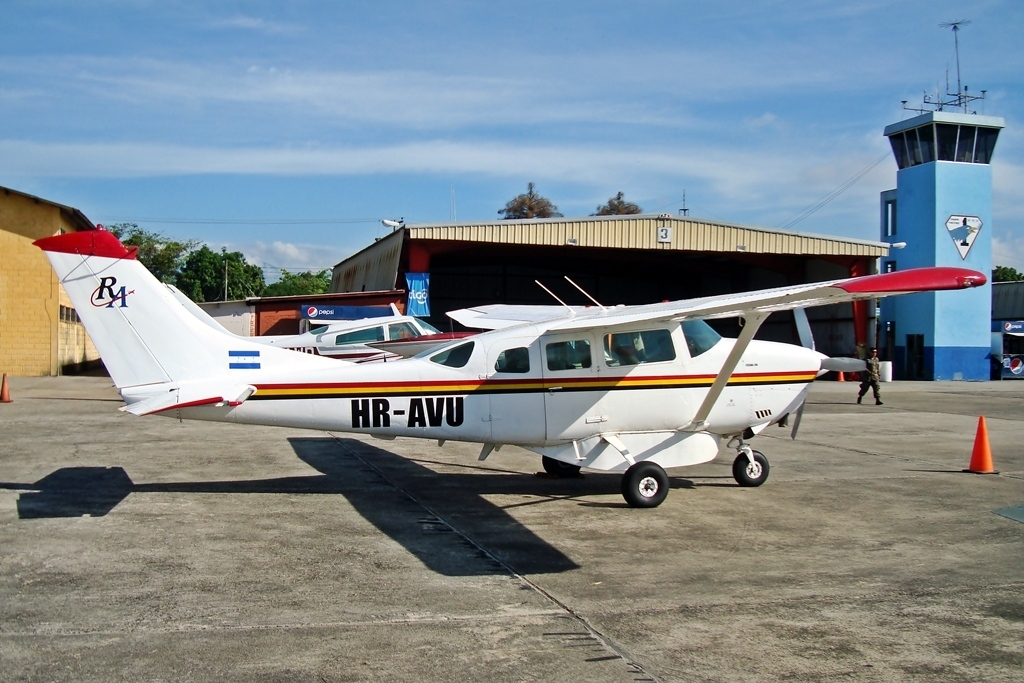
Een Cessna 206 Super Skywagon met de verkeerstoren.

In februari 1965 werd de Internationale luchthaven Ramón Villeda Morales officieel geopend om het oude vliegveld te vervangen. In 1997 werd de huidige terminal in gebruik genomen. Een jaar later in oktober 1998 raakte het vliegveld zwaar beschadigd door orkaan Mitch en moest tien dagen sluiten. De orkaan veroorzaakte zware overstromingen, waardoor de luchthaven drie meter onder water was komen te staan. Er werd een muur gebouwd om dat in de toekomst te voorkomen, maar deze muur stortte in 2020 tweemaal in na orkanen Eta en Iota.

## Luchtvaartmaatschappijen en bestemmingen

### Passagiers
Vanaf de Internationale luchthaven Ramón Villeda Morales kan worden gevlogen met de volgende luchtvaartmaatschappijen naar de volgende bestemmingen (januari 2025):
| Luchtvaartmaatschappij | Bestemmingen                                   |
| ---------------------- | ---------------------------------------------- |
| Aerolíneas Sosa        | La Ceiba, Roatán                               |
| Aeroméxico Connect     | Mexico-Stad                                    |
| Air Europa             | Madrid                                         |
| American Airlines      | Miami                                          |
| Avianca Costa Rica     | Seizoensgebonden: New York, San José           |
| Avianca El Salvador    | San Salvador                                   |
| CM Airlines            | Guatemala-Stad, Roatán, Tegucigalpa, Útila     |
| Copa Airlines          | Panama-Stad                                    |
| Delta Air Lines        | Atlanta                                        |
| TAG Airlines           | Guatemala-Stad                                 |
| Tropic Air             | Belize City                                    |
| Spirit Airlines        | Fort Lauderdale, Houston, New Orleans, Orlando |
| United Airlines        | Houston Seizoensgebonden: Newark               |
| Volaris El Salvador    | Miami, San Salvador                            |

### Vracht
Daarnaast heeft de luchthaven vrachtverbindingen met de volgende luchthavens: 
| Luchtvaartmaatschappij | Bestemmingen                                |
| ---------------------- | ------------------------------------------- |
| AeroUnion              | Miami, San José                             |
| Amerijet International | Panama-Stad, Miami, San Juan, Santo Domingo |
| Avianca Cargo          | Miami                                       |
| Cargojet               | Guatemala-Stad, Miami, San José             |
| Copa Cargo             | Panama-Stad                                 |
| DHL Aero Expreso       | Miami, San Salvador                         |
| DHL de Guatemala       | Guatemala-Stad                              |
| FedEx Express          | Guatemala-Stad, Miami                       |
| FedEx Feeder           | Miami                                       |
| LATAM Cargo Colombia   | Miami                                       |

## Incidenten en ongevallen
- Op 1 november 2010 stalen vijf mannen een in beslag genomen vliegtuig van het militaire gedeelte van de luchthaven en vlogen ermee weg.[11][12][13]
- Op 31 december 2012 raakte een Jetstream 31 van de baan.[14] Niemand raakte gewond, maar het vliegtuig werd total loss verklaard.[15]
- Op 15 maart 2022 raakte een Piper PA-34-200T Seneca II van de baan, de luchthaven moest daardoor enkele uren sluiten.[16][17] Niemand raakte gewond.